# Zaynab bint Jaḥsh
Zaynab bint Jaḥsh (in arabo زينب بنت جحش‎?; La Mecca, 593 – Medina, 644) è stata una delle mogli di Maometto e una dei Sahaba.

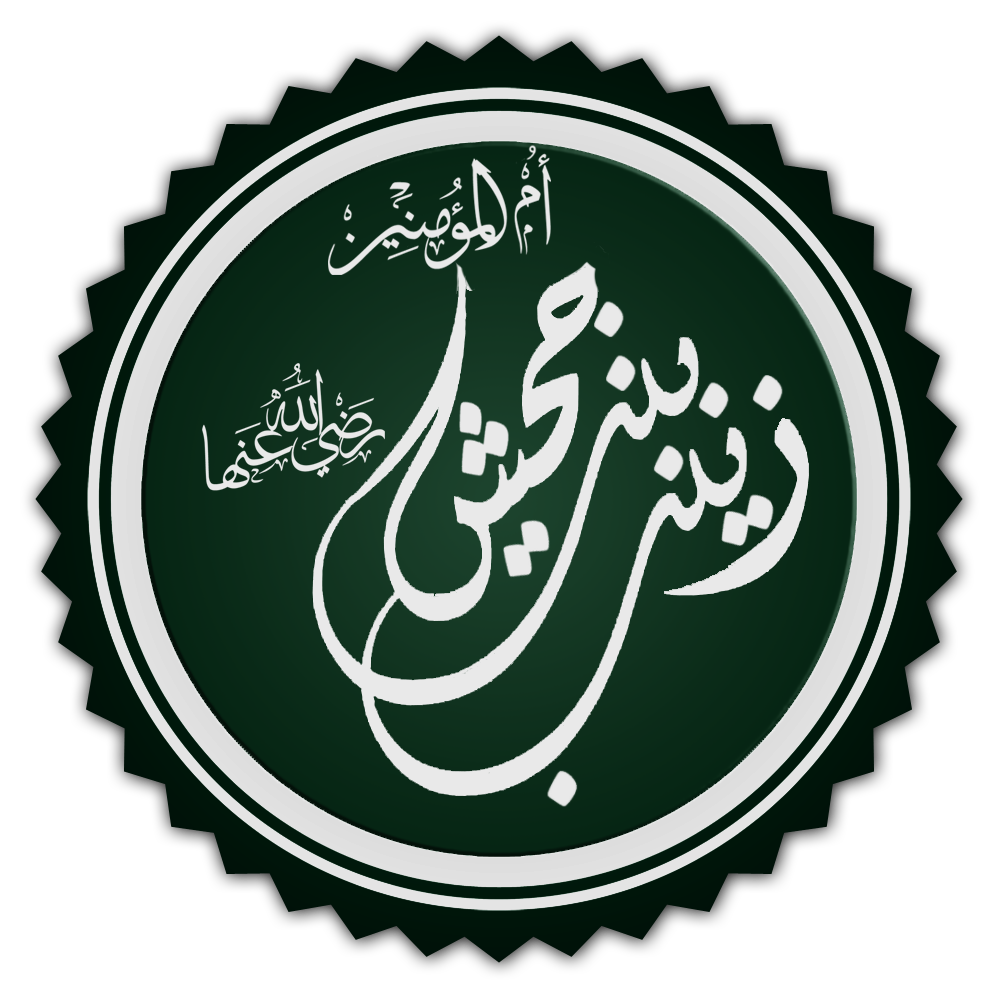
Zaynab bint Jahsh

Moglie di Maometto, e per questo onorata col laqab di "Umm al-muʾminīn" (Madre dei credenti), aveva avuto, prima di questo matrimonio, come sposo per un anno circa il figlio adottivo del Profeta, Zayd ibn Haritha.
Era cugina prima di Maometto, essendo il padre del Profeta, Abd Allah ibn Abd al-Muttalib fratello della madre di Zaynab: Umayma bint Abd al-Muttalib.

## Gioventù
I suoi genitori morirono dopo la sua nascita, quando Zaynab era ancora piccola.
Suo fratello, 'Ubayd Allah ibn Jahsh, effettuò la Piccola Egira in Abissinia e lì abiurò l'Islam in favore del Cristianesimo. Sua moglie, Ramla bint Abi Sufyan, figlia di Abū Sufyān b. Ḥarb, più tardi andò sposa a Maometto.
Aveva una sorella, di nome Hamna o Hammana.

## Matrimoni

### Matrimonio con Zayd ibn Ḥāritha
Dopo la sua emigrazione a Yathrib, Zaynab entrò a far parte della piccola comunità di credenti (Umma). Qui Maometto propose alla famiglia della ragazza di farla sposare col figlio adottivo del Profeta, Zayd ibn Haritha.

Zayd, prima dell'adozione, era stato uno schiavo (Zayd era figlio di al-Haritha ibn Shurahbil, appartenente alla tribù dei Banu Kalb, mentre sua madre Su'da bint Tha'laba, apparteneva alla tribù dei Banu Ma'n, una branca dei Banu Tayy). Quando aveva otto anni, la madre lo portò dai suoi genitori. Lì però un gruppo di uomini dei Banu Qayn ibn Jasr effettuò un'incursione nel loro accampamento, razziando i loro beni e prendendo prigionieri alcuni uomini per venderli nei vari mercati di schiavi della Penisola araba e della Siria. Tra costoro figurava Zayd.

Zayd fu venduto nel noto mercato arabo nella Tihama di 'Ukaz, presso Ta'if. A comperarlo fu Hakim ibn Hizam, un nipote di Khadija. Hakim lo portò con sé a Mecca e lo regalò alla zia paterna. Quando Maometto sposò Khadija, ella regalò Zayd al marito. Questi fu così impressionato dall'intelligenza e dal buon carattere di Zayd da affrancarlo ben presto e da adottarlo, anche in considerazione del fatto che non aveva figli maschi che gli fossero sopravvissuti.
Zaynab era di famiglia aristocratica, nei limiti in cui si può parlare di "nobiltà" nel mondo peninsulare arabo higiazeno. Per questo motivo i suoi fratelli respinsero la proposta di sposare Zayd, e anche Zaynab espresse la propria contrarietà a quelle nozze.
Muhammad era tuttavia determinato a eliminare ogni distinzione censuaria dalla società islamica che intendeva creare e intendeva stabilire nuove regole che spazzassero via ogni motivo di discriminazione ai danni delle persone adottate.
William Montgomery Watt espone altre motivazioni concernenti l'iniziale contrarietà di Zaynab per quel matrimonio e ipotizza che, malgrado l'affetto di Muhammad per Zayd, l'intenzione di Zaynab fosse quella di andare sposa direttamente al Profeta.

Quali che fossero i motivi, Muhammad insisté sul matrimonio del figlio adottivo con la bella Zaynab (più che trentacinquenne) e quando fu rivelato il brano coranico che dice 
(XXXIII:36. Trad. di A. Bausani)
 Zaynab acconsentì al matrimonio e sposò Zayd nel 626. Tuttavia nel giro di poco più di un anno Zayd divorziò da Zaynab.

### Matrimonio con Maometto
Il motivo del divorzio con Zayd fu l'improvviso ingresso nella casa di Zayd del genitore adottivo. Zayd non c'era ma c'era sua moglie, che accolse il suocero mentre era relativamente discinta, impegnata com'era nelle faccende domestiche. La vista di una donna senz'altro dotata di quel fascino muliebre che aveva sempre colpito il Profeta, turbò visibilmente Maometto, che mormorò la frase estremamente rivelatrice: 
  Zayd, venutolo a sapere, ripudiò immediatamente e senza troppi rimpianti la moglie, non tanto per una forma di gelosia quanto per compiacere Maometto, cui egli era (e rimase) estremamente affezionato e riconoscente.

Secondo alcuni autori, tra cui Ṭabarī, il matrimonio poté essere validamente contratto con l'ex nuora trentanovenne del Profeta grazie alla rivelazione coranica espressa nella Sūra XXXIII:37-39 e fu celebrato nel Dhū l-Qaʿda del 5 dell'Egira, prima quindi dell'assedio meccano a Medina.
Il matrimonio con Maometto aveva inizialmente costituito un grave problema giuridico e morale. Secondo la tradizione infatti, l'adozione rendeva illecito il matrimonio di un padre adottivo con la moglie di un figlio adottato, essendo assimilato in tutto e per tutto all'incesto. Tuttavia Maometto, in base a una "provvidenziale" rivelazione coranica, affermò il principio secondo cui l'adozione non costituiva più per l'Islam un autentico legame di sangue e che un matrimonio come il suo era perfettamente lecito e non già un incesto, giudicato del tutto scandaloso e inammissibile dalla cultura araba preislamica e dallo stesso Islam. Il fatto fu un argomento ampiamente sfruttato dagli Ipocriti di Medina, che tentarono di discreditare il Profeta, sia perché esso costituiva un quinto matrimonio (laddove, anche nel nuovo sistema giuridico-religioso islamico, il limite massimo consentito per un uomo restava quello della quattro mogli legittime), sia per le implicazioni etiche.

Nonostante un'iniziale evidente gelosia di ʿĀʾisha che, con la tipica spiccia franchezza che aveva col marito, si spinse una volta a dire a Maometto: 
(Bukhari, Ṣaḥīḥ)
 i rapporti tra le due moglie del Profeta divennero presto ottimi: frutto forse di un'intesa che fu agevolata dalla grande disponibilità caratteriale di Zaynab, che con la figlia di Abū Bakr costituì di fatto una sorta di fronte comune coniugale.

## Morte
Zaynab fu la prima moglie di Maometto a morire dopo di lui. Morì infatti nel corso del califfato di ʿUmar b. al-Khaṭṭāb nell'anno 23 E., anche se alcuni cronisti arabi sostengono che morisse nel 21 del calendario islamico.